# Protesten en staatsgreep in Egypte in 2013

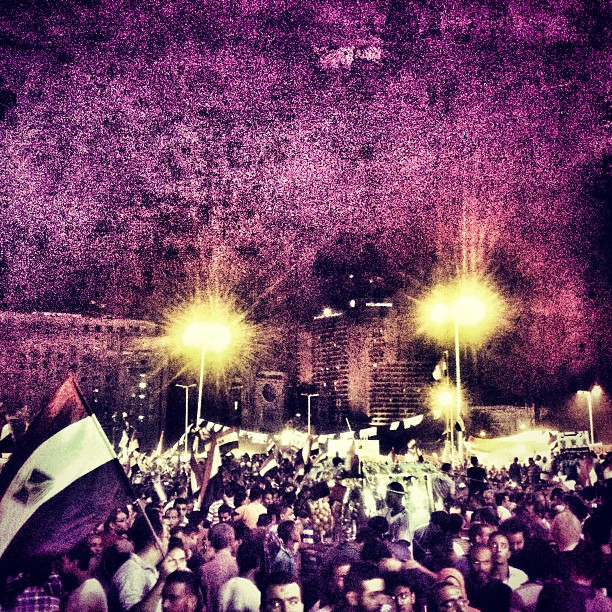
Demonstranten op het Tahrirplein op 30 juni 2013.

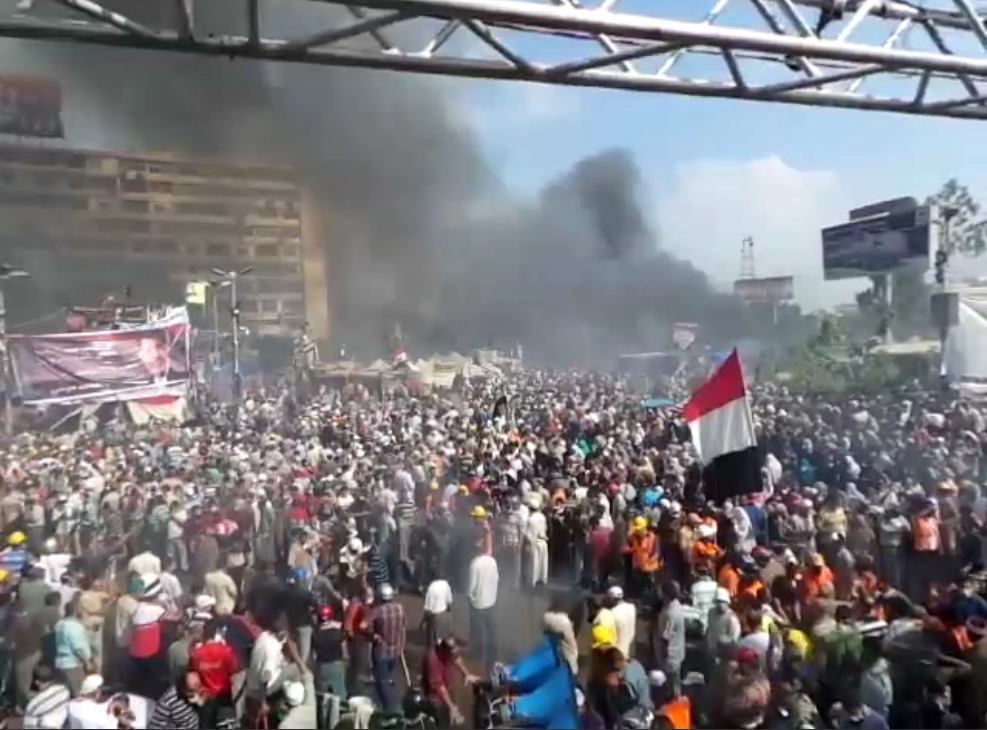
Botsingen op de bloedige 14 augustus.

Massale protesten leidden in juli 2013 tot een staatsgreep in Egypte. Miljoenen mensen waren de straat opgegaan om het aftreden van Moslimbroeder president Mohamed Morsi te eisen. De demonstraties waren groter dan die tegen ex-president Moebarak tijdens de Egyptische revolutie in 2011.

## Aanloop
Na de revolutie van 2011 in het kader van de Arabische Lente werd Mohamed Morsi de eerste democratisch gekozen president van Egypte. Onder het regime van Morsi bleef een verbetering van de Egyptische economie uit, de Egyptisch pond devalueerde en er ontstonden spanningen tussen de overheersende soennieten enerzijds en de christelijke Kopten en mohammedaanse sjiieten anderzijds. Nadat Morsi zichzelf op 22 december 2012 onbeperkte macht had gegeven om het land te 'beschermen', leidde dit tot naar schatting tweehonderdduizend demonstranten alleen al in Caïro. Vanaf april 2013 verzamelde de oppositiegroep Tamarod (Nederlands: Opstand) 22 miljoen handtekeningen via een petitie die het ontslag van Morsi eiste. Op 30 juni, de eerste verjaardag van de inauguratie van Morsi, gingen naar schatting 14 miljoen demonstranten de straat op om te manifesteren tegen de president en het Moslimbroederschap die te veel de macht naar zich toe zouden trekken. Zowel de demonstranten als het Egyptische leger stelden een ultimatum aan de president en de politieke leiders om tegemoet te komen aan de
wensen van het volk. De massamanifestaties van voor- en tegenstanders bleven onverstoord doorgaan.

## Staatsgreep
Op 3 juli 2013 pleegde het leger onder leiding van Abdul Fatah al-Sisi een staatsgreep tegen president Morsi. Het leger zette Morsi gevangen en stelde Adly Mansour aan als interim-president. Op 25 en 26 mei 2014 vonden de volgende presidentsverkiezingen plaats, met Sabahi als enige tegenkandidaat van Al-Sisi.

## Nasleep
De staatsgreep leidde tot grote onrust, demonstraties en sit-ins, die wekenlang bleven voortgaan. Aanhangers van de Moslimbroederschap, de partij van de afgezette president, eisten Morsi's vrijlating en zijn terugkeer als president. Bij sommige confrontaties tussen zijn aanhangers met de oproerpolitie en met Morsi-tegenstanders vielen tientallen doden. Op 14 augustus werden in Caïro twee protestkampen van Morsi-aanhangers ontruimd. Tijdens deze ontruimingen en verwante confrontaties vielen meer dan 600 doden en enkele duizenden gewonden. De volgende dag vielen bij nieuwe botsingen opnieuw ruim 100 doden. Gedurende maanden werd de noodtoestand afgekondigd en werd er in sommige buurten een avondklok ingesteld.
Omdat veel Kopten in Egypte positie kozen tegen Morsi keerden Moslimbroeders zich tegen deze minderheid. Tientallen kerken werden in brand gestoken.